# Castalius alarbus
Castalius alarbus är en fjärilsart som beskrevs av Hans Fruhstorfer 1922. Castalius alarbus ingår i släktet Castalius och familjen juvelvingar. Inga underarter finns listade i Catalogue of Life.